# アルマン・ラッサンフォス
アルマン・ラッサンフォス（André Louis Armand Rassenfosse、1863年8月6日 - 1934年1月28日）はベルギーの画家、版画家、イラストレーターである。

## 略歴
リエージュに生まれた。何代にも渡って家具や工芸品を売る店を営む家系で、その仕事を継ぐつもりであったが、ナミュールの中学校に叔父の家から通っていた時、叔父からベルギーの象徴主義の版画家、フェリシアン・ロップスの版画を与えられてその世界に魅せられ、独学で版画の製作を始めた。中学校を卒業した後、家業を手伝い、家具の装飾で働いた。父親がリエージュの美術学校の学生オーギュスト・ドネー(Auguste Donnay:1862-1921)を雇ったことから、ドネーやその美術学校の友人と知り合いになり、リエージュの美術学校の校長のアドリアン・デ・ウィッテからも美術家として進むことを励まされた。25歳になった時、仕事でパリに出た時、あこがれていたフェリシアン・ロップスと会い、友人となり、2人は新しい版画の技法を試みていくことになった。
それから程なく家具商人の仕事をやめ、リエージュの版画出版社の美術監督になり、パリのポスター画家のジュール・シェレのもとで学び、高い品質のポスターの製作するようになった。
フェリシアン・ロップスとの関係から、象徴主義と関係のある作品を描き、象徴主義の詩人シャルル・ボードレールの詩集、『悪の華』の挿絵も描いた。1898年にフェリシアン・ロップスが亡くなった後、1900年頃から象徴主義のスタイルから遠ざかり、主に女性像を多く描くようになった。
国際的に高い評価を得た。ベルギーのレオポルド勲章を受勲した。

## 作品

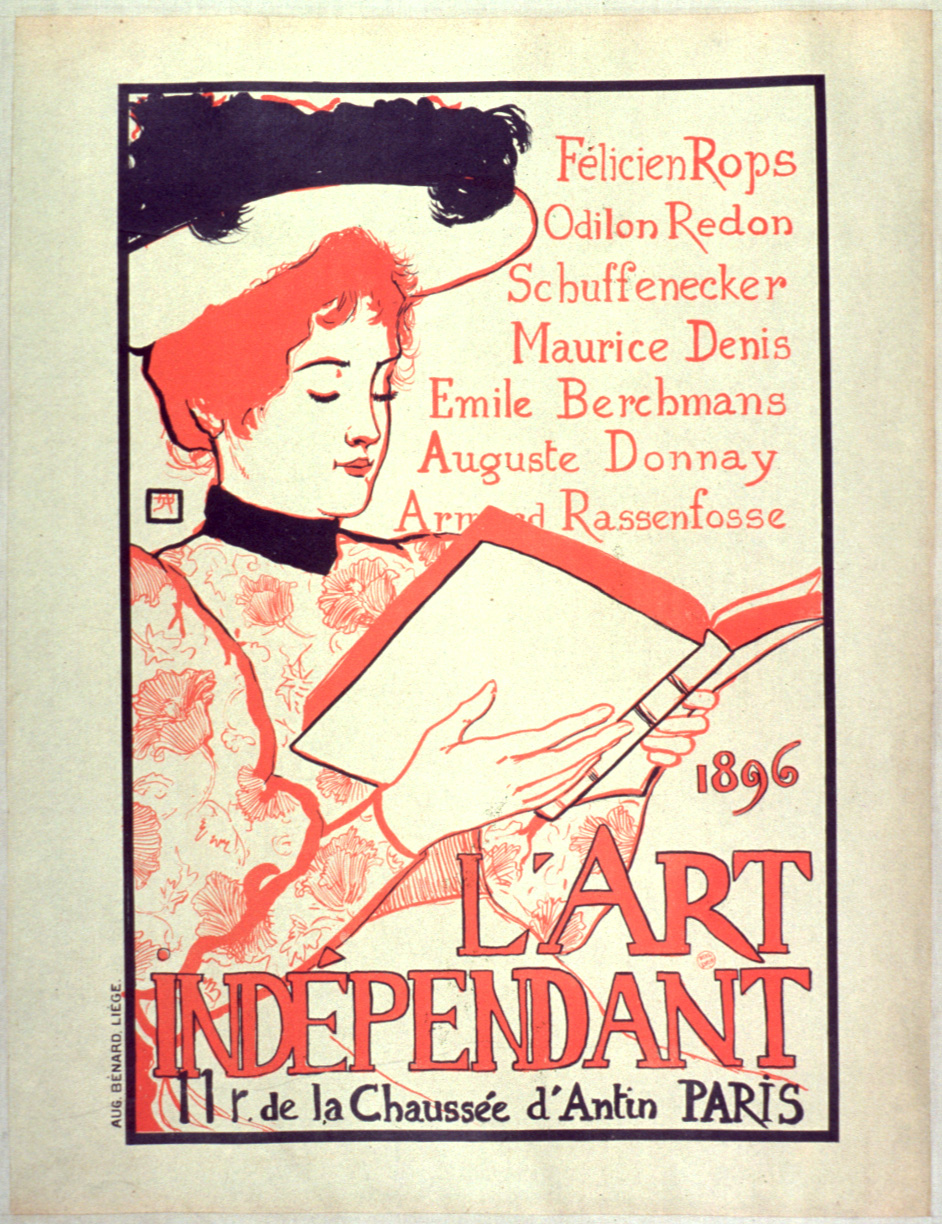
アンデパンダン展のポスター
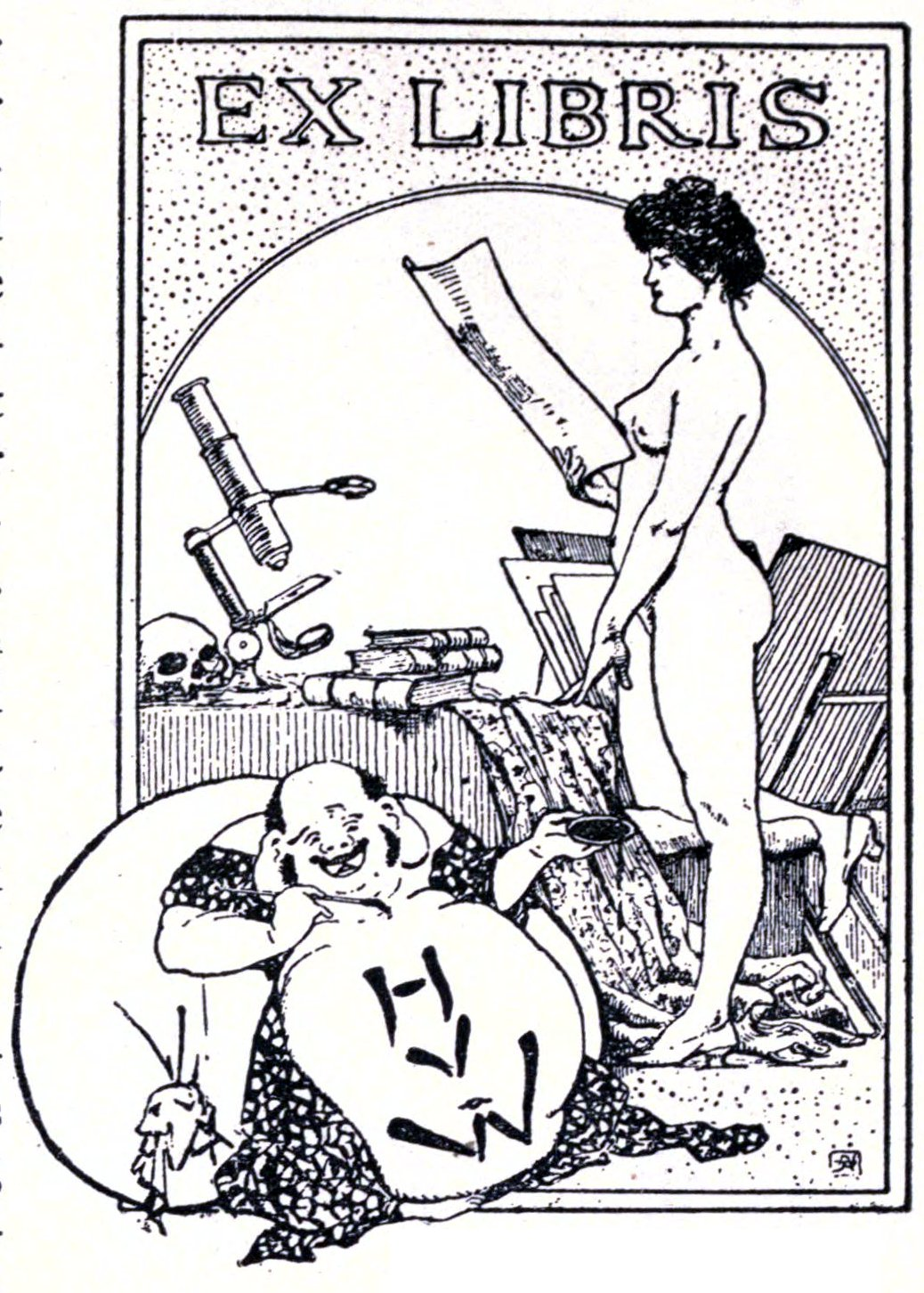
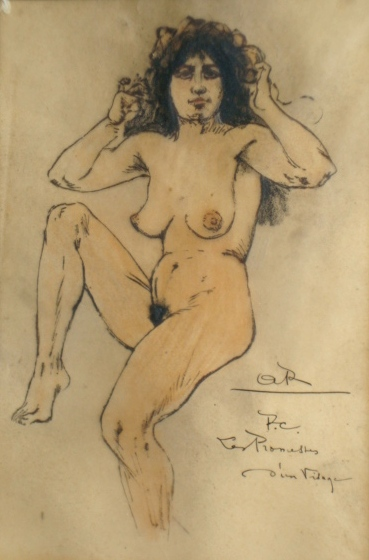
ボードレールの『悪の華』の挿絵
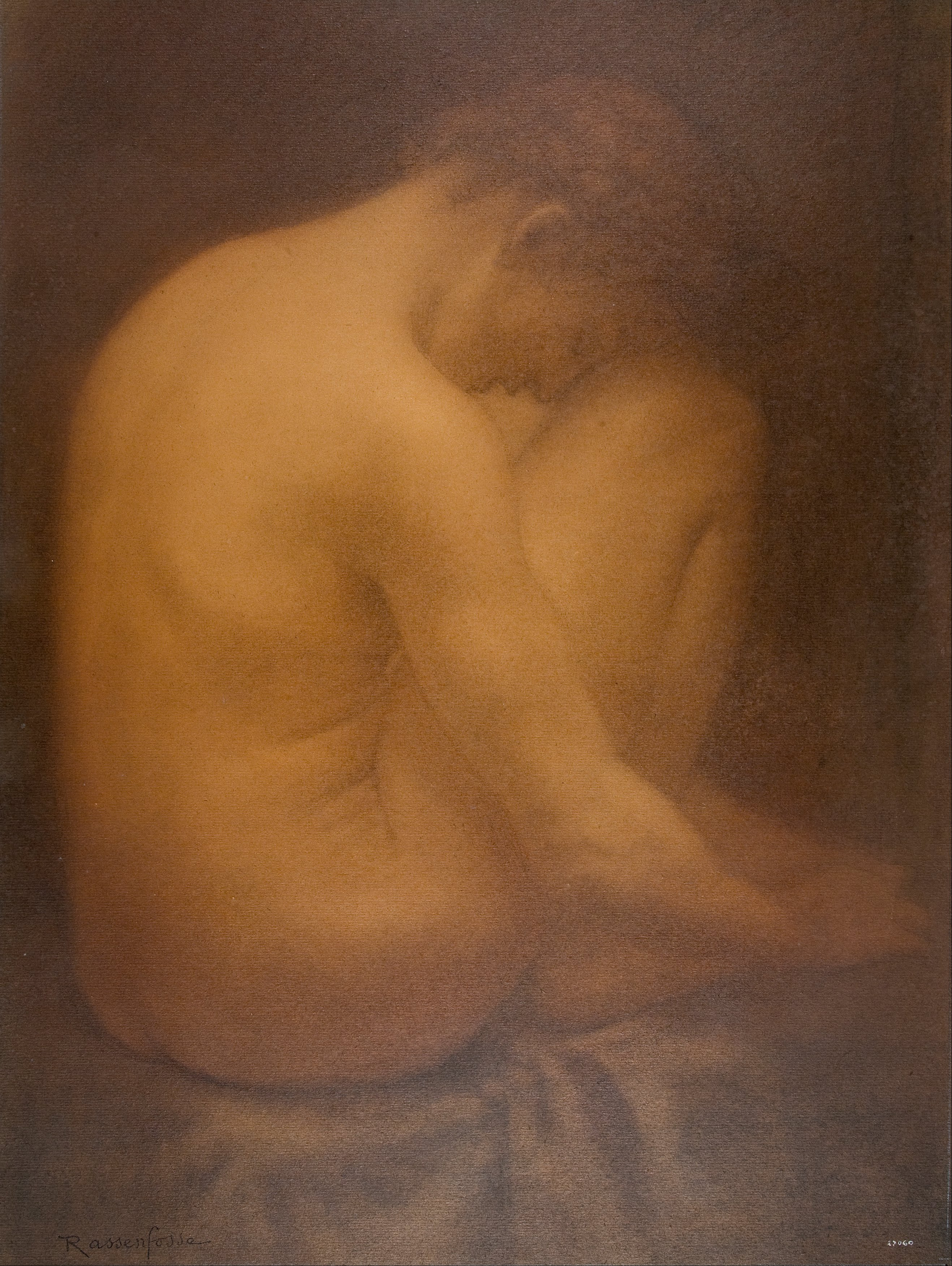
男性裸像 (c.1907)
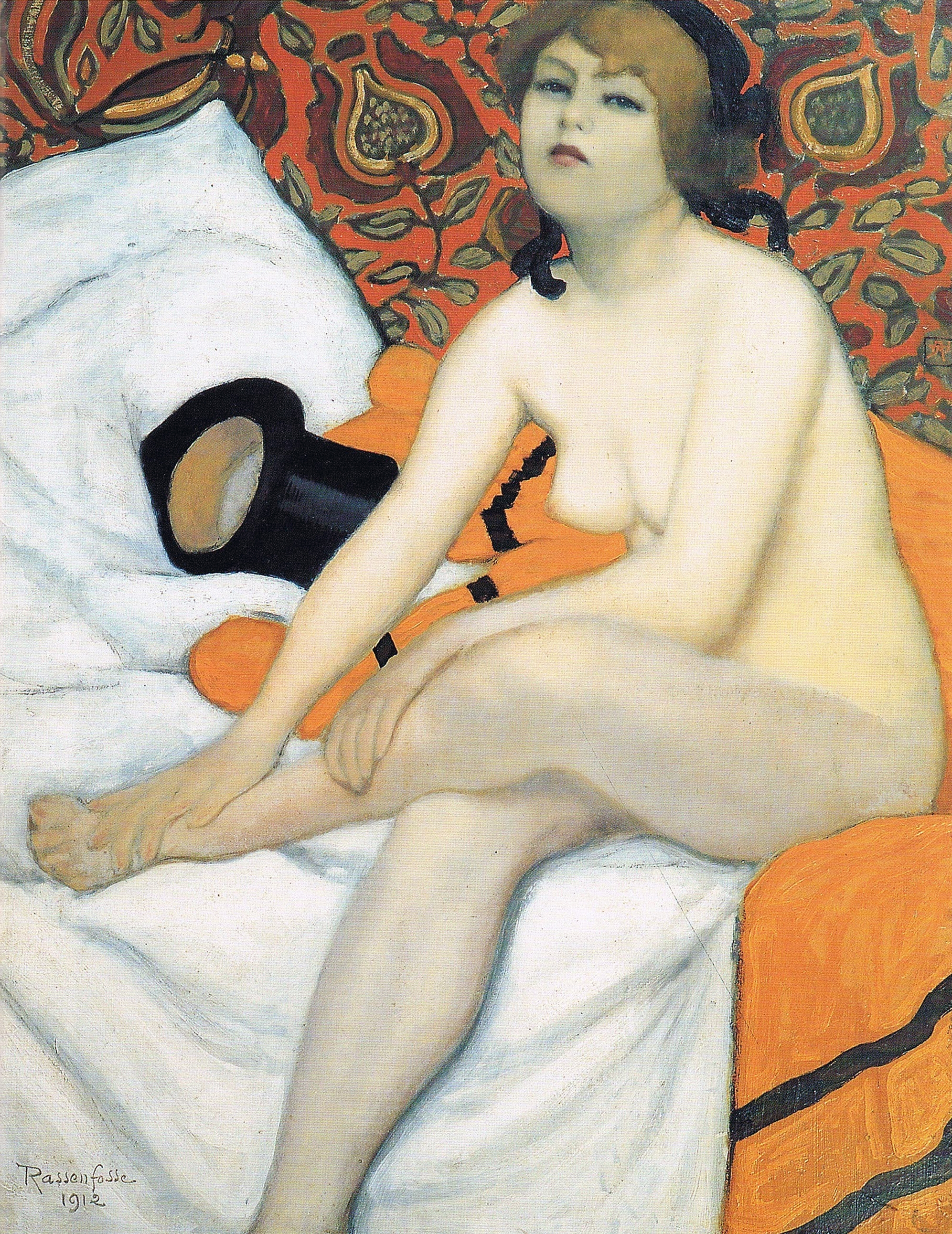
Le peignoir jaune (1912)
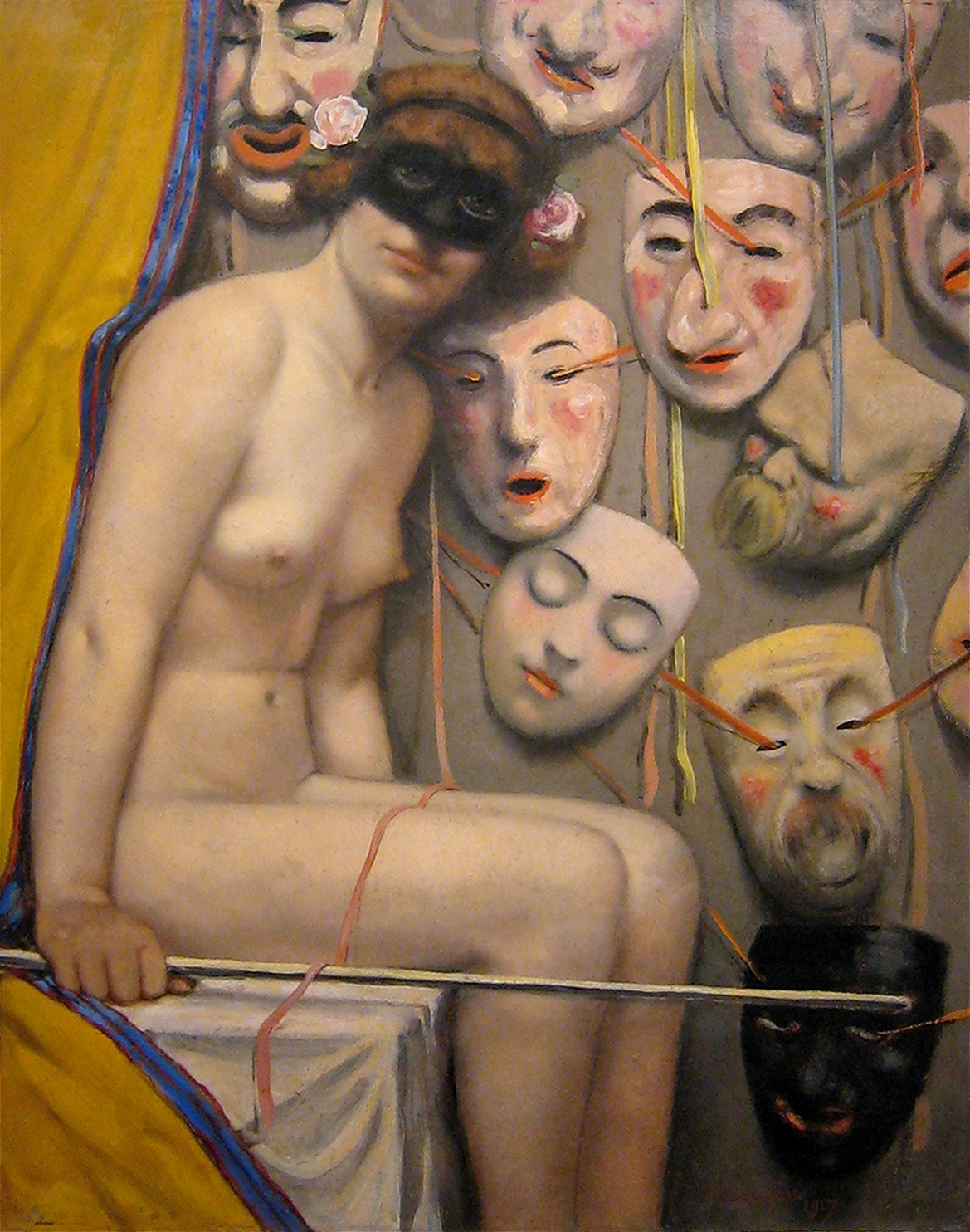
La marchande de masques(1917)
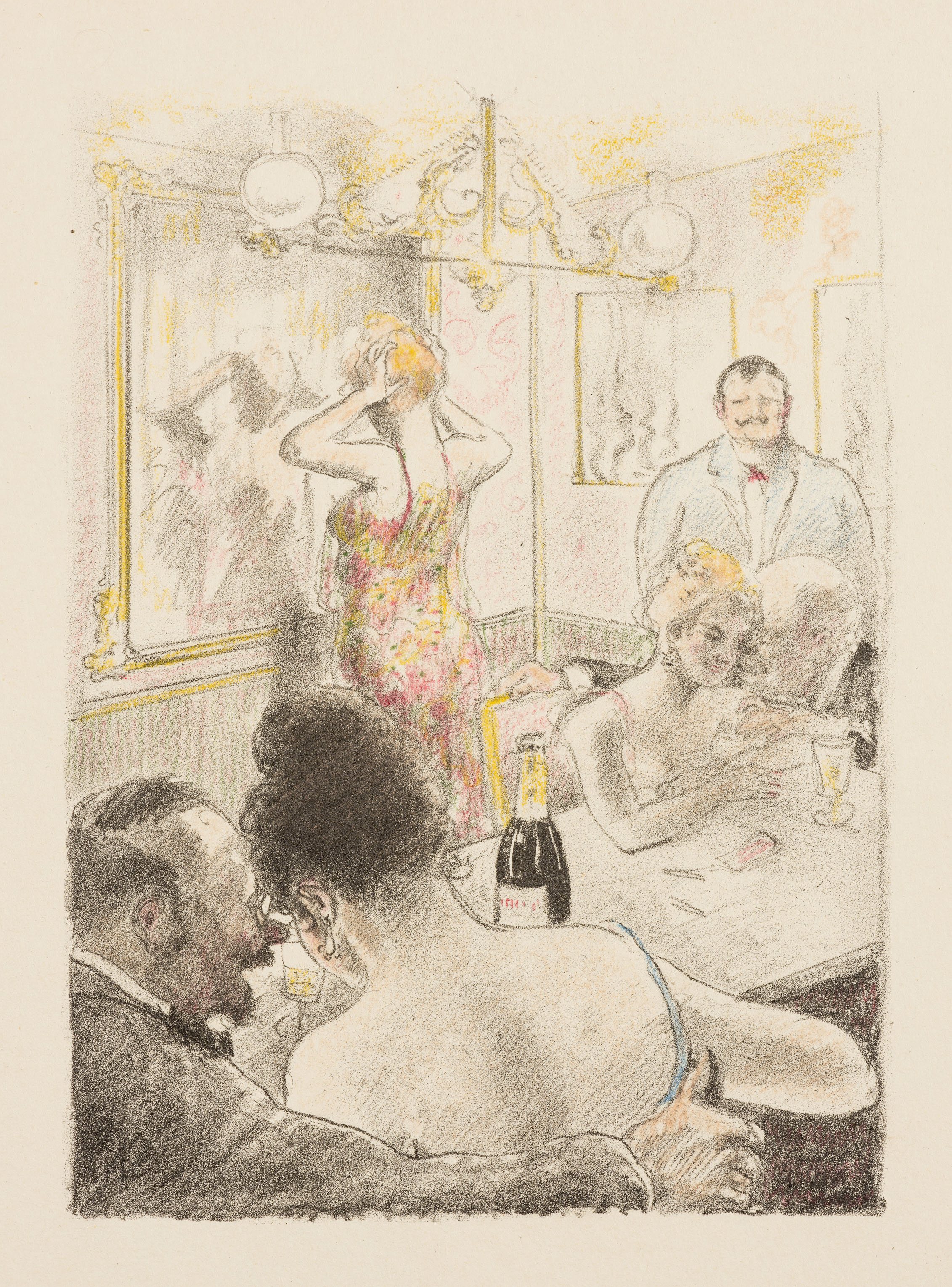
雑誌挿絵
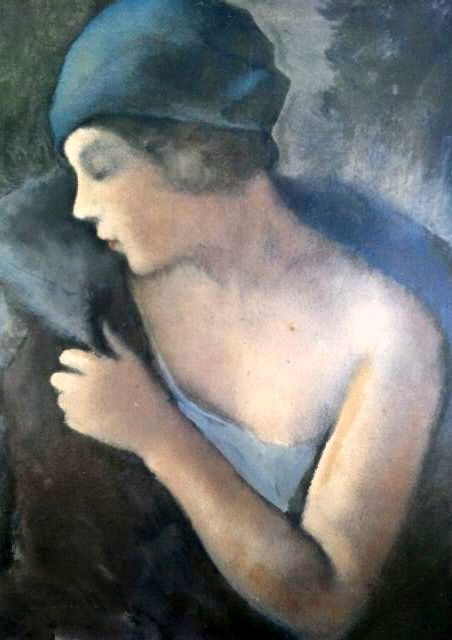